# ارتباط علمی

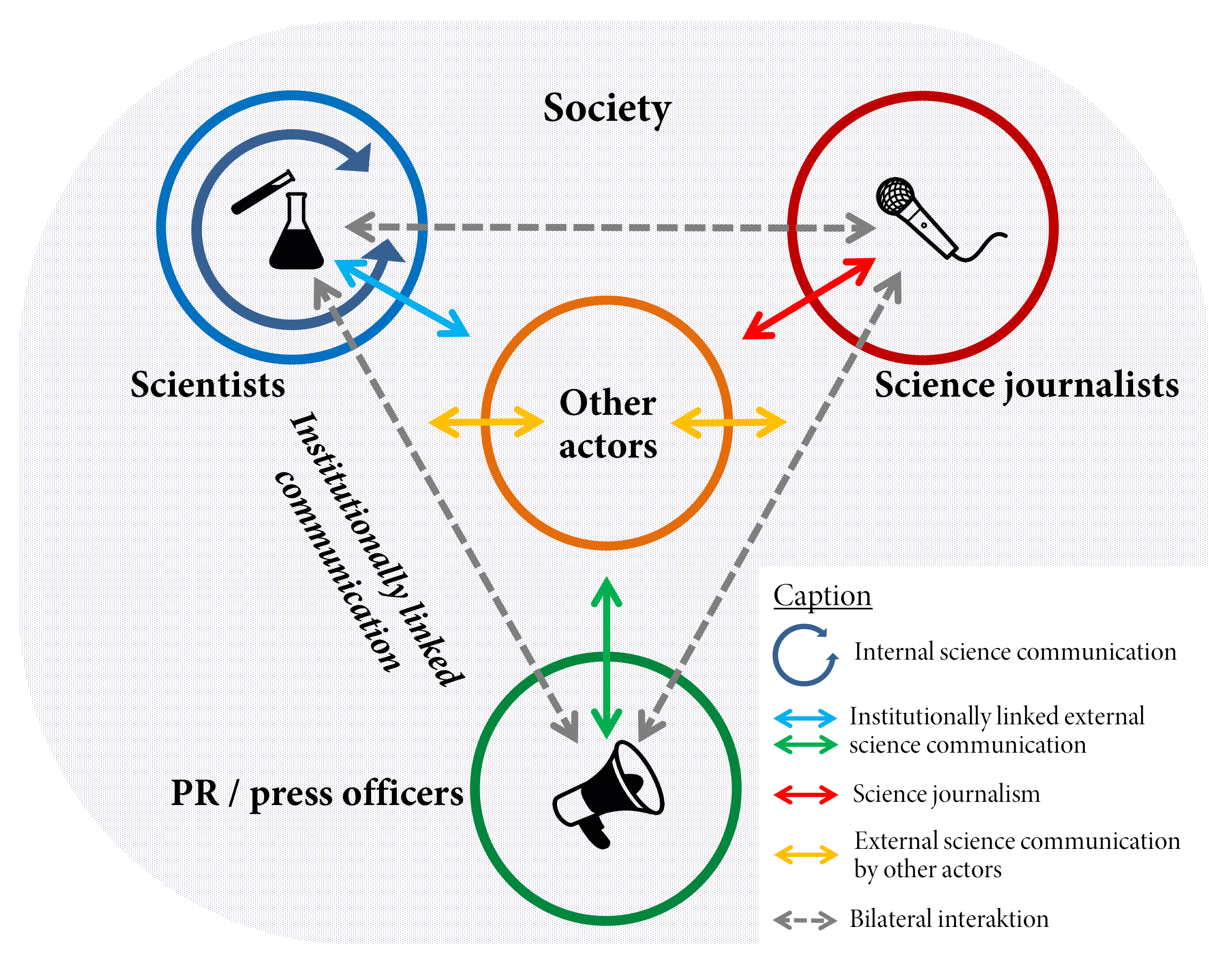
مرور شماتیک حوزه و فعالان رسانش دانش طبق نظریهٔ کارستن کوننکر

ارتباط علمی، روند آگاه‌سازی، آموزش، به‌ اشتراک‌گذاری و افزایش آگاهی دربارهٔ موضوعات مرتبط با دانش است. رسانشِ دانش را می‌توان به دو دستهٔ کلی طبقه‌بندی کرد:
1. گسترش (برون‌رسانی) دانش (science outreach): که به‌طور معمول توسط دانشمندان حرفه‌ای به مخاطبان غیرمتخصص صورت می‌گیرد و سبب کسب، افزایش یا تغییر آگاهی در آنان می‌شود. منظور از مخاطبان غیرمتخصص نه تنها مردم، که مراجع تصمیم‌گیری نیز هستند. جریان رسانشِ دانش در اینجا، بیشتر به شکل یک‌سویه، از دانشمند دانش‌رسان به سوی مخاطب است. هرچند، باید تا آنجا که امکان دارد با خارج‌کردن مخاطبان از انفعال احتمالی، آنها را نیز درگیر روند گسترش دانش کرد.
2. درون‌رسانی دانش (science inreach): ارتباط علمی‌ای که بین متخصصین با پیشینهٔ علمی مشابه یا متفاوت وجود دارد. پس جریان رسانشِ دانش در اینجا راحت‌تر می‌تواند شکلی دوسویه به خود بگیرد. این شکل از رسانشِ دانش می‌تواند پشتوانه‌ای برای تحقیقات و مطالعات علمی پس از خود فراهم آورد و از انواع آن می‌توان به ارتباط آکادمیک بین دانشگاهی و انتشار مقاله در مجلات علمی اشاره کرد.

دانش‌رسانی به عموم مردم امروزه یک رویکرد فرارشته‌ای (transdisciplinary) است. رسانش دانش می‌تواند اهداف مختلفی داشته باشد، به عنوان مثال حمایت از تحقیقات علمی یا مطالعه یا اطلاع‌رسانی به سیاستگذاران حوزه‌های سیاسی و اخلاق.  در رسانش دانش به جای اکتفا به شرح یافته‌های علمی، بر تبیین روش‌ها تأکید بیشتری می‌شود.  این کار به خصوص در مقابله با اطلاعات نادرست علمی که به سادگی گسترش می‌یابند اهمیت دارد چرا که اطلاعات نادرست مشمول محدودیت‌های روش علمی نیستند. دانش‌رسانان می‌توانند از سرگرمی و ترغیب شامل طنز، داستان پردازی و استعاره استفاده کنند. این افراد می‌توانند برخی از تکنیک‌های بازیگران را یاد بگیرند و از آنها برای بهبود مهارت‌های دانش‌رسانی خود استفاده کنند.

## انگیزه‌ها
در سال ۱۹۸۷، جفری توماس و جان دورانت در مقاله‌ای دلایل مختلفی را برای افزایش درک عمومی از علم یا سواد علمی کردند. مهندسان آموزش‌دیده‌تر و دانشمندان می‌توانند موجب شوند تا ملتی به لحاظ اقتصادی قوی‌تر شود. : 11–17  علم همچنین می‌تواند به نفع افراد باشد. علم می‌تواند حتی جذابیت زیبایی‌شناسی داشته باشد (به عنوان مثال، دانش عامه‌پسند یا علمی تخیلی). با تکنولوژیک‌تر شدن هرروزهٔ زندگی، ایجاد بستر آگاهی عمومی می‌تواند به گفتگوی دربارهٔ فناوری کمک کند. علم سعادت نمونه‌ای از حوزه ای است که پژوهش در آن می‌تواند پیامدهای مستقیم و آشکاری برای افراد داشته باشد. دولت‌ها و جوامع نیز می‌توانند از سواد علمی بهره ببرند، چراکه یک رأی‌دهندهٔ آگاه موجب ارتقاء جامعه دموکراتیک‌تر می‌شود. علاوه بر این، علم می‌تواند منجربه تصمیمات آگاهانه‌تر در زمینهٔ سیاست‌گذاری در حوزهٔ اخلاق شود (به عنوان مثال، پاسخ به سؤالاتی در مورد اینکه حیوانات می‌توانند احساس درد کنند، چگونگی تأثیر فعالیت‌های نوع بشر بر آب و هوا یا حتی علم اخلاق).
در سال ۱۹۹۰، استیون هیلگارتنر، پژوهشگر حوزهٔ مطالعات علم و فناوری، از برخی تحقیقات دانشگاهی در حوزهٔ درک عمومی از علم انتقاد کرد. وی گفت آنچه که او «دیدگاه غالب» درمورد عمومی‌سازی علمی می‌خواند، حاکی از اتصالی محکم حول کسانی است که می‌توانند دانش واقعی و قابل اعتماد را بیان کنند. به گفتهٔ هیلگارتنر، دانشمندان با تعریف یک «کمبود عمومی» به عنوان گیرندهٔ دانش، باید بر هویت خود به عنوان متخصص تأکید کنند. با چنین فهمی، رسانش دانش شاید صریحاً برای مرتبط کردن دانشمندان به بقیهٔ جامعه وجود دارد، اما رسانش دانش همچنین می‌تواند ارتباط بین عموم و متخصصان را تقویت کند (طبق پژوهش برایان وین در سال 1992 و ماسیمیانو بوچی در سال 1998). در سال ۲۰۱۶، مجلهٔ علمی پژوهشی Public Understanding of Science مسابقهٔ مقاله‌ای را با عنوان "مدل کسری" یا "مفهوم کسری" ارتباطات علمی برگزار کرد و مجموعه‌ای از مقالات را منتشر کرد که در پاسخ به سؤال "در ارتباطات علمی، چرا ایدهٔ کسری عمومی وجود دارد؟" همیشه برمی گردی؟ " به روش‌های مختلف به عنوان مثال، مقالهٔ کارینا کورتاسا استدلال می‌کند که مدل کسری ارتباطات علمی فقط یک مورد خاص از یک مسئلهٔ همه‌جانبه است که در معرفت‌شناسی اجتماعی شهادت مورد بررسی قرار گرفته‌است، مسئلهٔ «عدم تقارن معرفتی» است، که هر زمان بروز می‌کند که بعضی از افراد دربارهٔ برخی اطلاعات بیشتری کسب کنند. چیزهایی نسبت به افراد دیگر ارتباطات علمی فقط یک نوع تلاش برای کاهش عدم تقارن معرفتی بین افرادی است که ممکن است بیشتر بدانند و افرادی که شاید کمتر دربارهٔ یک موضوع خاص بدانند.

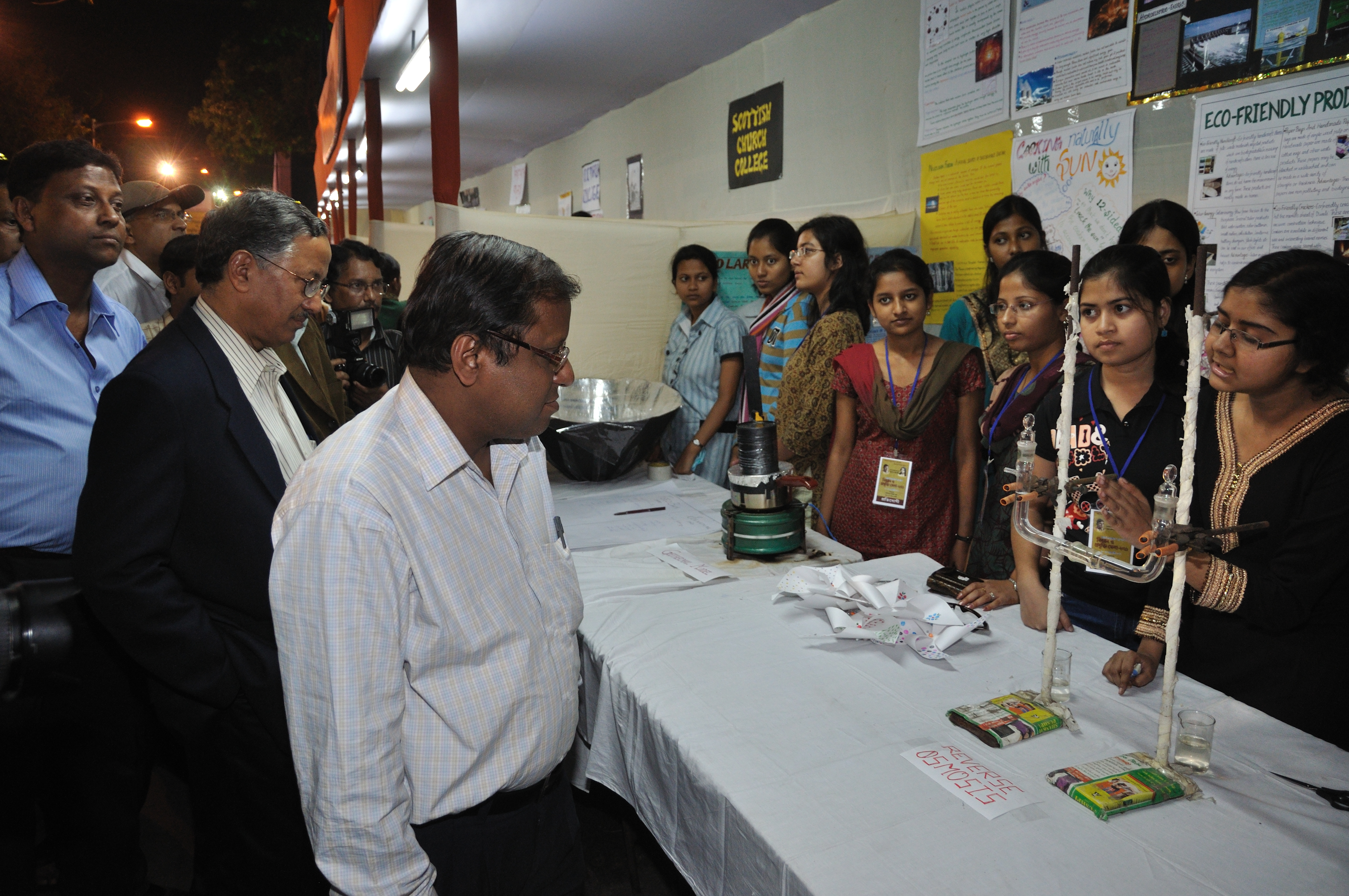
دانشجویان پروژه‌های علمی را برای بازدید کنندگان توضیح می‌دهند. سوزانا هورنیگ این پیام را تبلیغ می‌کند که هرکسی می‌تواند به‌طور معناداری با علم درگیر شود، حتی بدون آنکه به اندازه خود پژوهشگران انجام شود.

رندی اولسون زیست‌شناس در سال ۲۰۰۹ گفت که گروه‌های ضد علمی اغلب آنقدر باانگیزه و دارای تأمین مالی مناسب هستند که بی‌طرفی سازمان‌های علمی در سیاست می‌تواند به بحران‌های درک عمومی از علم منجر شود. وی برای تأیید نگرانی خود نمونه‌هایی از انکار (به عنوان مثال، انکار تغییرات آب و هوا) را ذکر کرد. روبرت کروولیچ ، روزنامه‌نگار نیز در سال ۲۰۰۸ استدلال کرد که داستان‌هایی که دانشمندان می‌گویند با تلاش افرادی همچون عدنان اکتار، آفرینشگرای ترکیه، رقابت می‌کند. کروولیچ توضیح داد که هزاران جلد از کتاب‌های آفرینشگرای جذاب، آسان برای خواندن و ارزان (علی‌رغم تلاش‌های جدی سکولار آنها) با تلاش‌های اوکتار در مدارس ترکیه به فروش رسید دیوید موریسون، اخترزیست‌شناس از اختلال در کارش توسط پدیده‌های مردمی ضد علمی صحبت می‌کند که از او خواسته شده ترس مردم را از فاجعه‌ای قریب‌الوقوع دربارهٔ اشیاء سیاره‌ای نادیده ابتدا در ۲۰۰۸، سپس در ۲۰۱۲ و دوبار در ۲۰۱۷ کم کند.

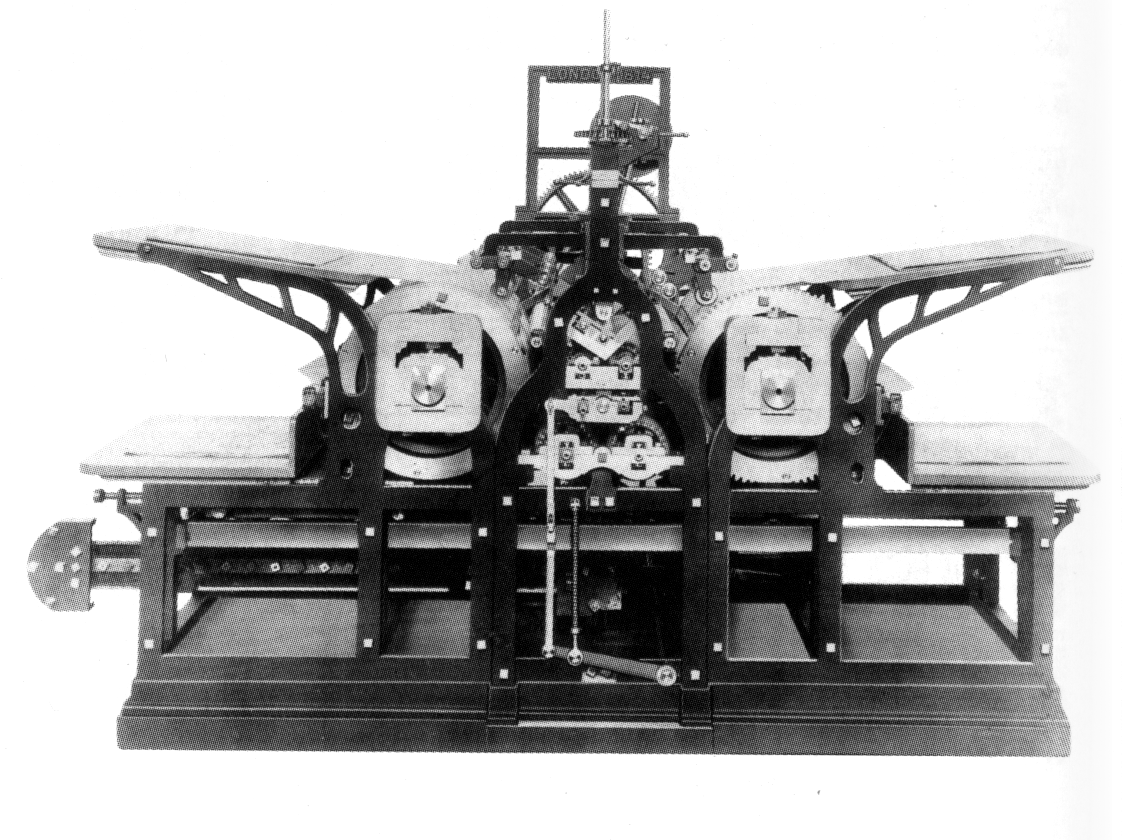

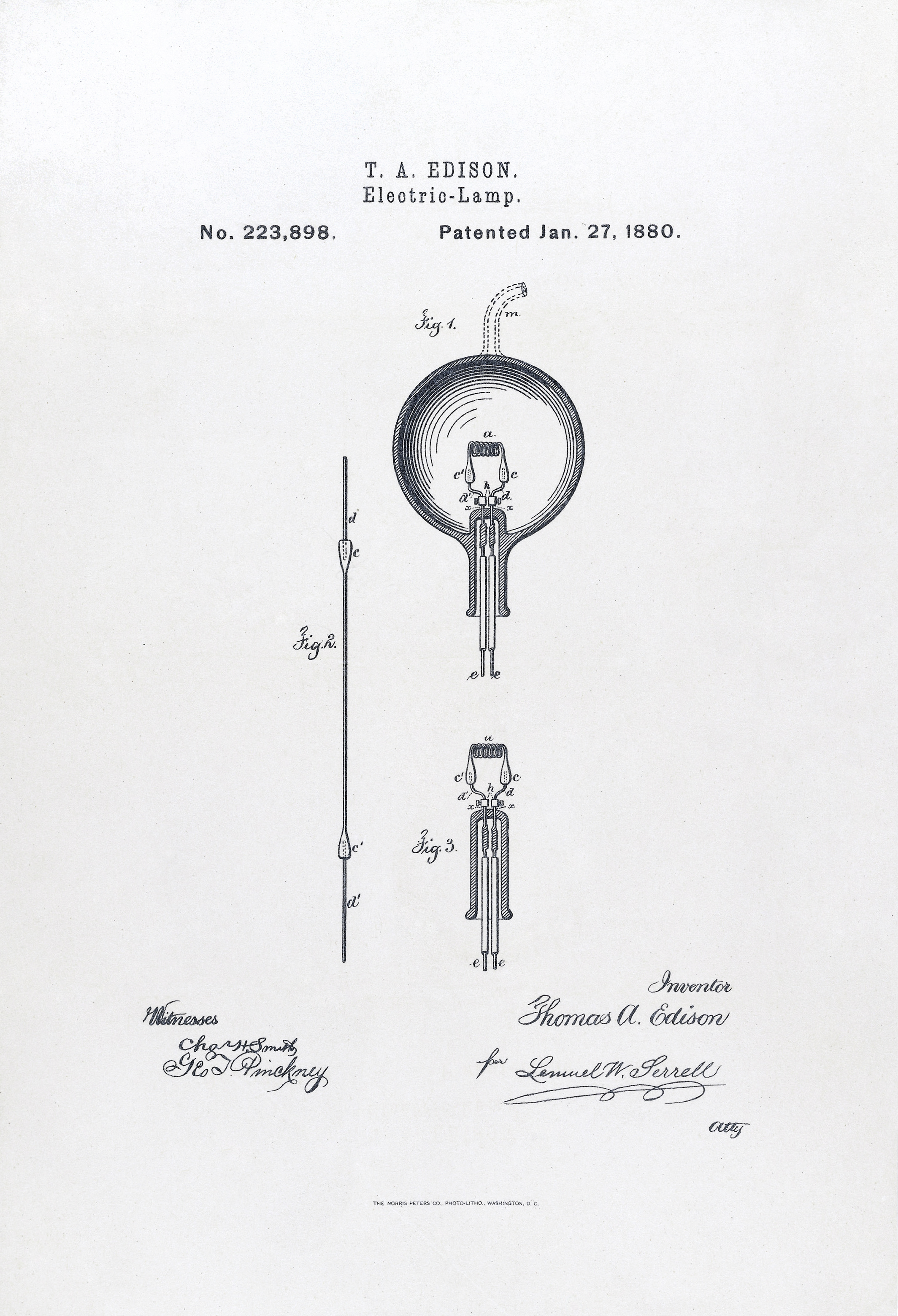
این نمودار که توسط توماس ادیسون در سال ۱۸۸۰ طراحی شده‌است، قصد دارد تا کار یک لامپ را به تصویر بکشد.

 این مطالعات نشان می‌دهد که مقالاتی که دربارهٔ آنها بسیار توئیت شده‌است، یازده برابر بیشتر از مواردی که کمتر کسی توییت کرده‌است، بسیار زیاد استناد شده‌است.

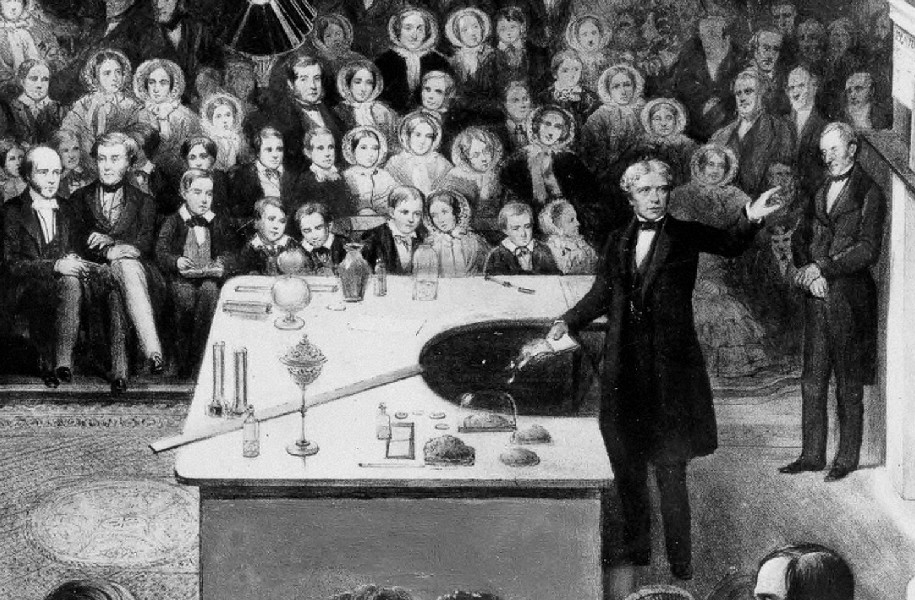
مایکل فارادی در سخنرانی کریسمس در مؤسسه رویال (حدود سال ۱۸۵۵).